# Euro Ice Hockey Challenge 2016/2017
Euro Ice Hockey Challenge 2016/2017 jest to cykl międzynarodowych turniejów organizowanych pod patronatem Międzynarodowej Federacji Hokeja na Lodzie. W tej edycji reprezentacje narodowe rywalizują w ośmiu turniejach EIHC. Reprezentacja Polski występuje w turniejach przez siebie organizowanych i jednym turnieju organizowanym przez Węgrów.

## EIHC Węgry
Mecze turnieju EIHC Węgry odbywają się w dniach od 3 do 5 listopada 2016 roku. W turnieju uczestniczą reprezentacje sześciu państw: Węgier, Danii, Polski, Austrii, Włoch i Korei Południowej. W turnieju zwyciężyła reprezentacja Korei Południowej.

### Wyniki
| 3 listopada 2016 | Włochy | 0:2 | Austria | Jegpalota Icecenter, Budapeszt |

| Szczegóły      | Szczegóły  | Szczegóły       | Szczegóły                                     | Szczegóły                                                                                              |
| -------------- | ---------- | --------------- | --------------------------------------------- | --- |
| Godzina: 15:30 |            | (0:1, 0:0, 0:1) | 08:14 (PP) U. Stefan 43:33 (PP) C. Unterweger | Widzów: 225 Sędzia główny: Vladimir Babic Laszlo Gangel Sędziowie liniowi: Botond Palkovi Aron Soltesz |
| Godzina: 15:30 | 8 min. kar |                 | 8 min. kar                                    | Widzów: 225 Sędzia główny: Vladimir Babic Laszlo Gangel Sędziowie liniowi: Botond Palkovi Aron Soltesz |

| 4 listopada 2016 | Korea Południowa | 2:3 pk. | Włochy | Jegpalota Icecenter, Budapeszt |

| Szczegóły      | Szczegóły                                       | Szczegóły                 | Szczegóły                                                           | Szczegóły                                         |
| -------------- | ----------------------------------------------- | ------------------------- | ------------------------------------------------------------------- | ------------------------------------------------- |
| Godzina: 15:30 | K. S. Kim (EQ) 40:14 M. W. Testwuide (PP) 56:16 | (0:1, 0:1, 2:0, 0:0, 0:1) | 09:19 (EQ) M. Gander 20:42 (EQ) R. Andergassen 65:00 (SO) M. Gander | Widzów: 72 Sędzia główny: Akos Berger Dániel Soós |
| Godzina: 15:30 | 10 min. kar                                     |                           | 10 min. kar                                                         | Widzów: 72 Sędzia główny: Akos Berger Dániel Soós |

| 5 listopada 2016 | Austria | 4:6 | Korea Południowa | Jegpalota Icecenter, Budapeszt |

| Szczegóły      | Szczegóły                                                                              | Szczegóły       | Szczegóły | Szczegóły                                                                                |
| -------------- | -------------------------------------------------------------------------------------- | --------------- | --- | ---------------------------------------------------------------------------------------- |
| Godzina: 15:00 | A. Kristler (EQ) 03:46 D. Woger (PP) 25:24 L. Viveiros (PP2) 25:24 F. Hofer (EQ) 42:06 | (1:1, 2:2, 1:3) | 00:41 (EQ) M. W. Testwuide 34:20 (EQ) M. W. Testwuide 35:57 (EQ) M. O. Swift 40:33 (PP) M. H. Cho 51:01 (EQ) S. H. Shin 55:58 (EQ) M. H. Cho | Widzów: 270 Sędzia główny: Gábor Juhász Gergely Kincses Sędziowie liniowi: Marton Nemeth |
| Godzina: 15:00 | 14 min. kar                                                                            |                 | 10 min. kar | Widzów: 270 Sędzia główny: Gábor Juhász Gergely Kincses Sędziowie liniowi: Marton Nemeth |

| Lp. | Zespół           | M | Pkt | Z | Zd | Pd | P | G+ | G- | +/- |
| --- | ---------------- | - | --- | - | -- | -- | - | -- | -- | --- |
| 1   | Korea Południowa | 2 | 4   | 1 | 0  | 1  | 0 | 8  | 7  | +1  |
| 2   | Austria          | 2 | 3   | 1 | 0  | 0  | 1 | 6  | 6  | 0   |
| 3   | Włochy           | 2 | 2   | 0 | 1  | 0  | 1 | 3  | 4  | -1  |

      = mecz o I miejsce       = mecz o 3. miejsce       = mecz o 5. miejsce
| 3 listopada 2016 | Węgry | 2:1 | Polska | Jegpalota Icecenter, Budapeszt |

| Szczegóły      | Szczegóły                                | Szczegóły       | Szczegóły                | Szczegóły                                                                               |
| -------------- | ---------------------------------------- | --------------- | ------------------------ | --------------------------------------------------------------------------------------- |
| Godzina: 19:00 | B. Orban (EQ) 09:36 I. Sofron (EQ) 44:22 | (0:0, 1:1, 1:0) | 09:56 (EQ) K. Dziubiński | Widzów: 1400 Sędzia główny: Gergely Kincses Gábor Juhász Sędziowie liniowi: Akos Berger |
| Godzina: 19:00 | 8 min. kar                               |                 | 31 min. kar              | Widzów: 1400 Sędzia główny: Gergely Kincses Gábor Juhász Sędziowie liniowi: Akos Berger |

| 4 listopada 2016 | Polska | 1:3 | Dania | Jegpalota Icecenter, Budapeszt |

| Szczegóły      | Szczegóły                | Szczegóły       | Szczegóły                                                        | Szczegóły                                                                              |
| -------------- | ------------------------ | --------------- | ---------------------------------------------------------------- | -------------------------------------------------------------------------------------- |
| Godzina: 19:00 | K. Dziubiński (EQ) 21:09 | (0:2, 1:1, 0:0) | 07:34 (EQ) M. Hojbjerg 09:23 (EQ) M. From 21:09 (PP) T. Spelling | Widzów: 320 Sędzia główny: Gergely Kincses Mátyás Vas Sędziowie liniowi: Marton Nemeth |
| Godzina: 19:00 | 8 min. kar               |                 | 2 min. kar                                                       | Widzów: 320 Sędzia główny: Gergely Kincses Mátyás Vas Sędziowie liniowi: Marton Nemeth |

| 5 listopada 2016 | Dania | 1:3 | Węgry | Jegpalota Icecenter, Budapeszt |

| Szczegóły      | Szczegóły           | Szczegóły       | Szczegóły                                                | Szczegóły                                                                                 |
| -------------- | ------------------- | --------------- | -------------------------------------------------------- | ----------------------------------------------------------------------------------------- |
| Godzina: 17:00 | S. Frank (EQ) 23:00 | (0:0, 1:1, 0:2) | 36:14 (EQ) D. Kóger 53:10 (EQ) K. Nagy 59:27 (EQ) J. Vas | Widzów: 1650 Sędzia główny: Vladimir Babic Matyas Vas Sędziowie liniowi: Barna Kis-Kiraly |
| Godzina: 17:00 | 6 min. kar          |                 | 8 min. kar                                               | Widzów: 1650 Sędzia główny: Vladimir Babic Matyas Vas Sędziowie liniowi: Barna Kis-Kiraly |

| Lp. | Zespół | M | Pkt | Z | Zd | Pd | P | G+ | G- | +/- |
| --- | ------ | - | --- | - | -- | -- | - | -- | -- | --- |
| 1   | Węgry  | 2 | 6   | 2 | 0  | 0  | 0 | 5  | 2  | +3  |
| 2   | Dania  | 2 | 3   | 1 | 0  | 0  | 1 | 4  | 4  | 0   |
| 3   | Polska | 2 | 0   | 0 | 0  | 0  | 2 | 2  | 5  | -3  |

      = mecz o I miejsce       = mecz o 3. miejsce       = mecz o 5. miejsce

### Mecz o piąte miejsce
| 6 listopada 2016 | Polska | 4:1 | Włochy | Jegpalota Icecenter, Budapeszt |

| Szczegóły      | Szczegóły                                                                                       | Szczegóły       | Szczegóły             | Szczegóły                                                             |
| -------------- | ----------------------------------------------------------------------------------------------- | --------------- | --------------------- | --------------------------------------------------------------------- |
| Godzina: 12:00 | K. Dziubiński (PEN) 33:25 K. Dziubiński (EQ) 45:02 M. Urbanowicz (EQ) 49:05 P. Wajda (EQ) 59:41 | (0:0, 1:1, 3:0) | 34:21 (EQ) A. Gellert | Widzów: 105 Sędzia główny: Matyas Vas Sędziowie liniowi: Aron Soltesz |
| Godzina: 12:00 | 8 min. kar                                                                                      |                 | 2 min. kar            | Widzów: 105 Sędzia główny: Matyas Vas Sędziowie liniowi: Aron Soltesz |

### Mecz o trzecie miejsce
| 6 listopada 2016 | Austria | 2:0 | Dania | Jegpalota Icecenter, Budapeszt |

| Szczegóły      | Szczegóły                                         | Szczegóły       | Szczegóły  | Szczegóły                                                                  |
| -------------- | ------------------------------------------------- | --------------- | ---------- | -------------------------------------------------------------------------- |
| Godzina: 19:00 | A. Kristler (EQ) 03:12 T. Hundertpfund (EQ) 59:26 | (2:0, 3:1, 2:1) |            | Widzów: 260 Sędzia główny: Vladimir Babic Sędziowie liniowi: Marton Nemeth |
| Godzina: 19:00 | 8 min. kar                                        |                 | 8 min. kar | Widzów: 260 Sędzia główny: Vladimir Babic Sędziowie liniowi: Marton Nemeth |

### Finał
| 6 listopada 2016 | Węgry | 2:3 | Korea Południowa | Jegpalota Icecenter, Budapeszt |

| Szczegóły      | Szczegóły                                  | Szczegóły       | Szczegóły                                                         | Szczegóły                                                                                   |
| -------------- | ------------------------------------------ | --------------- | ----------------------------------------------------------------- | ------------------------------------------------------------------------------------------- |
| Godzina: 15:30 | K. Csanyi (EQ) 14:07 I. Terbocs (EQ) 60:00 | (1:1, 0:0, 1:2) | 06:52 (EQ) S. H. Shin 50:32 (EQ) M. H. Cho 59:09 (EQ) M. O. Swift | Widzów: 1396 Sędzia główny: Gergely Kincses Sędziowie liniowi: Daniel Soos Barna Kis-Kiraly |
| Godzina: 15:30 | 14 min. kar                                |                 | 10 min. kar                                                       | Widzów: 1396 Sędzia główny: Gergely Kincses Sędziowie liniowi: Daniel Soos Barna Kis-Kiraly |

## EIHC Słowenia
Mecze turnieju EIHC Słowenia odbywają się w dniach od 3 do 5 listopada 2016 roku. W turnieju uczestniczą reprezentacje czterech państw: Słowenii, Białorusi, Łotwy i Francji. W turnieju zwyciężyła reprezentacja Białorusi.

### Wyniki
| 3 listopada 2016 | Francja | 0:3 | Białoruś | Bled Sports Hall, Bled |

| Szczegóły      | Szczegóły   | Szczegóły       | Szczegóły                                                           | Szczegóły                                                                                                 |
| -------------- | ----------- | --------------- | ------------------------------------------------------------------- | --- |
| Godzina: 16:00 |             | (0:0, 0:2, 0:1) | 32:20 (EQ) S. Łopaczuk 39:30 (EQ) S. Drozd 47:21 (PP) R. Hrabarenka | Widzów: 93 Sędzia główny: Miha Bulovec Borut Lesniak Sędziowie liniowi: Grega Markizeti Gasper Jaka Zgonc |
| Godzina: 16:00 | 10 min. kar |                 | 6 min. kar                                                          | Widzów: 93 Sędzia główny: Miha Bulovec Borut Lesniak Sędziowie liniowi: Grega Markizeti Gasper Jaka Zgonc |

| 3 listopada 2016 | Łotwa | 2:3 pd. | Słowenia | Bled Sports Hall, Bled |

| Szczegóły      | Szczegóły                                    | Szczegóły            | Szczegóły                                                     | Szczegóły                                                                            |
| -------------- | -------------------------------------------- | -------------------- | ------------------------------------------------------------- | ------------------------------------------------------------------------------------ |
| Godzina: 19:30 | N. Jeļisejevs (EQ) 40:47 E. Kulda (EQ) 42:36 | (0:1, 0:0, 2:1, 0:1) | 14:28 (EQ) Ž. Pešut 59:59 (PP1) D. Rodman 64:39 (EQ) R. Tičar | Widzów: 850 Sędzia główny: Ales Fajdiga Milan Zrnic Sędziowie liniowi: Damir Rakovic |
| Godzina: 19:30 | 22 min. kar                                  |                      | 8 min. kar                                                    | Widzów: 850 Sędzia główny: Ales Fajdiga Milan Zrnic Sędziowie liniowi: Damir Rakovic |

| 4 listopada 2016 | Białoruś | 4:0 | Łotwa | Bled Sports Hall, Bled |

| Szczegóły      | Szczegóły                                                                                         | Szczegóły       | Szczegóły  | Szczegóły                                                                                       |
| -------------- | ------------------------------------------------------------------------------------------------- | --------------- | ---------- | ----------------------------------------------------------------------------------------------- |
| Godzina: 16:00 | M. Uscinienka (EQ) 14:40 R. Hrabarenka (PP2) 24:03 A. Dziamkou (EQ) 36:19 P. Bojarczuk (EQ) 40:16 | (1:0, 2:0, 1:0) |            | Widzów: 75 Sędzia główny: Miha Bajt Borut Lesniak Sędziowie liniowi: Mtej Arlic Grega Markizeti |
| Godzina: 16:00 | 12 min. kar                                                                                       |                 | 6 min. kar | Widzów: 75 Sędzia główny: Miha Bajt Borut Lesniak Sędziowie liniowi: Mtej Arlic Grega Markizeti |

| 4 listopada 2016 | Słowenia | 2:1 | Francja | Bled Sports Hall, Bled |

| Szczegóły      | Szczegóły                                   | Szczegóły       | Szczegóły            | Szczegóły                                                                                              |
| -------------- | ------------------------------------------- | --------------- | -------------------- | --- |
| Godzina: 19:30 | R. Sabolič (PP) 13:14 B. Goličič (EQ) 59:44 | (1:0, 0:1, 1:0) | 38:43 (EQ) M. Bouvet | Widzów: 1100 Sędzia główny: Miha Bulovec Viki Trilar Sędziowie liniowi: Anze Bergant Gasper Jaka Zgonc |
| Godzina: 19:30 | 4 min. kar                                  |                 | 6 min. kar           | Widzów: 1100 Sędzia główny: Miha Bulovec Viki Trilar Sędziowie liniowi: Anze Bergant Gasper Jaka Zgonc |

| 5 listopada 2016 | Białoruś | 4:3 pd. | Słowenia | Bled Sports Hall, Bled |

| Szczegóły      | Szczegóły                                                                                             | Szczegóły            | Szczegóły                                                       | Szczegóły                                                                                       |
| -------------- | --- | -------------------- | --------------------------------------------------------------- | ----------------------------------------------------------------------------------------------- |
| Godzina: 16:30 | R. Hrabarenka (PP2) 39:16 P. Kazakiewicz (EQ) 49:36 R. Hrabarenka (PP) 50:13 A. Czernikow (PEN) 65:00 | (0:0, 1:2, 2:1, 1:0) | 25:15 (EQ) A. Ropret 33:07 (EQ) A. Kuralt 41:24 (EQ) B. Goličič | Widzów: 1150 Sędzia główny: Ales Fajdiga Luka Kamsek Sędziowie liniowi: Mtej Arlic Anze Bergant |
| Godzina: 16:30 | 18 min. kar                                                                                           |                      | 26 min. kar                                                     | Widzów: 1150 Sędzia główny: Ales Fajdiga Luka Kamsek Sędziowie liniowi: Mtej Arlic Anze Bergant |

| 5 listopada 2016 | Łotwa | 6:0 | Francja | Bled Sports Hall, Bled |

| Szczegóły      | Szczegóły | Szczegóły       | Szczegóły  | Szczegóły                                                                                      |
| -------------- | --- | --------------- | ---------- | ---------------------------------------------------------------------------------------------- |
| Godzina: 20:00 | V. Pavlovs (EQ) 09:37 R. Jekimovs (EQ) 10:04 K. Baževičs (EQ) 39:14 M. Lipsbergs (EQ) 48:35 M. Cipulis (PP) 56:43 A. Salija (EQ) 59:25 | (2:0, 1:0, 3:0) |            | Widzów: 110 Sędzia główny: Viki Trilar Milan Zrnic Sędziowie liniowi: Mtej Arlic Damir Rakovic |
| Godzina: 20:00 | 8 min. kar |                 | 8 min. kar | Widzów: 110 Sędzia główny: Viki Trilar Milan Zrnic Sędziowie liniowi: Mtej Arlic Damir Rakovic |

| Lp. | Zespół   | M | Pkt | Z | Zd | Pd | P | G+ | G- | +/- |
| --- | -------- | - | --- | - | -- | -- | - | -- | -- | --- |
| 1   | Białoruś | 3 | 8   | 2 | 1  | 0  | 0 | 11 | 3  | +8  |
| 2   | Słowenia | 3 | 6   | 1 | 1  | 1  | 0 | 8  | 7  | +1  |
| 3   | Łotwa    | 3 | 4   | 1 | 0  | 1  | 1 | 8  | 7  | +1  |
| 4   | Francja  | 3 | 0   | 0 | 0  | 0  | 3 | 1  | 11 | -10 |

## EIHC Polska I
Mecze turnieju EIHC Polska I odbędą się w dniach od 15 do 17 grudnia 2016 roku. W turnieju uczestniczyć będą reprezentacje czterech państw: Polski, Ukrainy, Korei Południowej i Kazachstanu. Gdański turniej został zorganizowany o Puchar im. Prezydenta Lecha Kaczyńskiego.

### Wyniki
| 15 grudnia 2016 | Kazachstan | 5:1 | Ukraina | Hala Olivia, Gdańsk |

| Szczegóły      | Szczegóły | Szczegóły       | Szczegóły             | Szczegóły |
| -------------- | --- | --------------- | --------------------- | --- |
| Godzina: 16:00 | I. Stiepanienko (PP2) 09:29 N. Michajlis (PP) 17:47 A. Sagadajew (PP) 23:07 A. Nurek (PP) 23:43 A. Asietow (PP) 39:23 | (2:0, 3:0, 0:1) | 42:02 (PP) S. Babyneć | Widzów: 100 Sędzia główny: Tomasz Radzik Krzysztof Kozłowski Sędziowie liniowi: Mariusz Smura Sławomir Szachniewicz |
| Godzina: 16:00 | 14 min. kar |                 | 26 min. kar           | Widzów: 100 Sędzia główny: Tomasz Radzik Krzysztof Kozłowski Sędziowie liniowi: Mariusz Smura Sławomir Szachniewicz |

| 15 grudnia 2016 | Polska | 6:5 pd. | Korea Południowa | Hala Olivia, Gdańsk |

| Szczegóły      | Szczegóły | Szczegóły            | Szczegóły                                                                                          | Szczegóły                                                                                 |
| -------------- | --- | -------------------- | -------------------------------------------------------------------------------------------------- | ----------------------------------------------------------------------------------------- |
| Godzina: 19:30 | K. Dziubiński (EQ) 03:35 M. Bepierszcz (EQ) 21:46 M. Rompkowski (EQ) 34:56 P. Wajda (EQ) 50:00 M. Urbanowicz (EA) 59:20 M. Kolusz (EQ) 64:49 | (1:2, 2:1, 2:2, 1:0) | 14:53 (PP) s. Shin 18:43 (EQ) H.-M. Ahn 27:57 (PP) J. Jeon 51:55 (PP) Y.-S. Seo 55:50 (EQ) J. Jeon | Widzów: 1000 Sędzia główny: Min-Hwan Baek Paweł Meszyński Sędziowie liniowi: Marcin Polak |
| Godzina: 19:30 | 12 min. kar |                      | 10 min. kar                                                                                        | Widzów: 1000 Sędzia główny: Min-Hwan Baek Paweł Meszyński Sędziowie liniowi: Marcin Polak |

| 16 grudnia 2016 | Korea Południowa | 2:4 | Kazachstan | Hala Olivia, Gdańsk |

| Szczegóły      | Szczegóły                                 | Szczegóły       | Szczegóły                                                                                            | Szczegóły                                                                      |
| -------------- | ----------------------------------------- | --------------- | --- | ------------------------------------------------------------------------------ |
| Godzina: 16:00 | S.-W. Sin (EQ) 06:37 S.-W. Sin (EQ) 44:15 | (1:1, 0:2, 1:1) | 04:05 (EQ) K. Sawienkow 27:19 (EQ) K. Sawienkow 28:05 (EQ) I. Stiepanienko 42:13 (PP2) J. Jewdokimow | Widzów: 100 Sędzia główny: Krzysztof Kozłowski Sędziowie liniowi: Marcin Polak |
| Godzina: 16:00 | 45 min. kar                               |                 | 14 min. kar                                                                                          | Widzów: 100 Sędzia główny: Krzysztof Kozłowski Sędziowie liniowi: Marcin Polak |

| 16 grudnia 2016 | Polska | 5:1 | Ukraina | Hala Olivia, Gdańsk |

| Szczegóły      | Szczegóły | Szczegóły       | Szczegóły           | Szczegóły |
| -------------- | --- | --------------- | ------------------- | --- |
| Godzina: 19:30 | M. Urbanowicz (EQ) 10:35 K. Guzik (EQ) 17:29 F. Komorski (EQ) 22:10 K. Dzubiński (EQ) 23:45 P. Wajda (EQ) 48:17 | (2:0, 2:1, 1:0) | 30:31 (PP) G. Kicza | Widzów: 1500 Sędzia główny: Min-Hwan Baek Tomasz Radzik Sędziowie liniowi: Sławomir Szachniewicz Mariusz Smura |
| Godzina: 19:30 | 16 min. kar |                 | 6 min. kar          | Widzów: 1500 Sędzia główny: Min-Hwan Baek Tomasz Radzik Sędziowie liniowi: Sławomir Szachniewicz Mariusz Smura |

| 17 grudnia 2016 | Ukraina | 3:2 pd. | Korea Południowa | Hala Olivia, Gdańsk |

| Szczegóły      | Szczegóły                                                          | Szczegóły            | Szczegóły                              | Szczegóły                                                                                                   |
| -------------- | ------------------------------------------------------------------ | -------------------- | -------------------------------------- | --- |
| Godzina: 15:00 | O. Melnikow (PP) 14:25 W. Lalka (EQ) 31:24 S. Ramazanow (PP) 64:37 | (1:0, 1:1, 0:1, 1:0) | 32:58 (PP) C. Lee 42:31 (PP) Y.-S. Seo | Widzów: 100 Sędzia główny: Tomasz Radzik Krzysztof Kozłowski Sędziowie liniowi: Marcin Polak Mariusz Szmura |
| Godzina: 15:00 | 22 min. kar                                                        |                      | 26 min. kar                            | Widzów: 100 Sędzia główny: Tomasz Radzik Krzysztof Kozłowski Sędziowie liniowi: Marcin Polak Mariusz Szmura |

| 17 grudnia 2016 | Polska | 1:2 | Kazachstan | Hala Olivia, Gdańsk |

| Szczegóły      | Szczegóły             | Szczegóły       | Szczegóły                                   | Szczegóły |
| -------------- | --------------------- | --------------- | ------------------------------------------- | --- |
| Godzina: 18:30 | B. Fraszko (EQ) 31:28 | (0:2, 1:0, 0:0) | 08:37 (EQ) K. Sawicki 19:10 (EQ) A. Pietrow | Widzów: 2000 Sędzia główny: Min-Hwan Baek Paweł Meszyński Sędziowie liniowi: Sławomir Szachniewicz Rafał Noworyta |
| Godzina: 18:30 | 8 min. kar            |                 | 12 min. kar                                 | Widzów: 2000 Sędzia główny: Min-Hwan Baek Paweł Meszyński Sędziowie liniowi: Sławomir Szachniewicz Rafał Noworyta |

Tabela
| Lp. | Zespół           | M | Pkt | Z | Zd | Pd | P | G+ | G- | +/- |
| --- | ---------------- | - | --- | - | -- | -- | - | -- | -- | --- |
| 1   | Kazachstan       | 3 | 9   | 3 | 0  | 0  | 0 | 11 | 4  | +7  |
| 2   | Polska           | 3 | 5   | 1 | 1  | 0  | 1 | 12 | 8  | +4  |
| 3   | Ukraina          | 3 | 2   | 0 | 1  | 0  | 2 | 5  | 12 | -7  |
| 4   | Korea Południowa | 3 | 2   | 0 | 0  | 1  | 2 | 9  | 13 | -4  |